# Liste des espèces d'oiseaux d'Islande
| Gaviiformes                                                         |
| Gaviidae                                                            |
| ------------------------------------------------------------------- |
| - Plongeon catmarin (Gavia stellata) - Plongeon huard (Gavia immer) |

| Podicipediformes |
| Podicipedidae |
| --- |
| - Grèbe à bec bigarré (Podilymbus podiceps)Rare/Accidentel - Grèbe castagneux (Tachybaptus ruficollis)Rare/Accidentel - Grèbe esclavon (Podiceps auritus) - Grèbe huppé (Podiceps cristatus)Rare/Accidentel - Grèbe jougris (Podiceps grisegena)Rare/Accidentel |

| Procellariiformes |
| Diomedeidae |
| --- |
| - Albatros à sourcils noirs (Thalassarche melanophris)Rare/Accidentel |
| Procellariidae |
| - Fulmar boréal (Fulmarus glacialis) - Puffin des Anglais (Puffinus puffinus) - Puffin fuligineux (Puffinus griseus)Rare/Accidentel - Puffin majeur (Puffinus gravis)Rare/Accidentel |
| Hydrobatidae |
| - Océanite cul-blanc (Oceanodroma leucorhoa) - Océanite tempête (Hydrobates pelagicus) - Océanite de Wilson (Oceanites oceanicus)Rare/Accidentel                                     |

| Ciconiiformes                                                                                     |
| Ciconiidae                                                                                        |
| ------------------------------------------------------------------------------------------------- |
| - Cigogne blanche (Ciconia ciconia)Rare/Accidentel - Cigogne noire (Ciconia nigra)Rare/Accidentel |

| Anseriformes |
| Anatidae |
| --- |
| - Arlequin plongeur (Histrionicus histrionicus) - Bernache du Canada (Branta canadensis)Espèce introduite - Bernache cravant (Branta bernicla) - Bernache à cou roux (Branta ruficollis)Rare/Accidentel - Bernache de Hutchins (Branta hutchinsii)Rare/Accidentel - Bernache nonnette (Branta leucopsis) - Canard chipeau (Anas strepera) - Canard colvert (Anas platyrhynchos) - Canard branchu (Aix sponsa)Rare/Accidentel - Canard à faucilles (Anas platyrhynchos) - Canard à front blanc (Anas americana)Rare/Accidentel - Canard mandarin (Aix galericulata)Rare/Accidentel - Canard noir (Anas rubripes)Rare/Accidentel - Canard pilet (Anas acuta) - Canard siffleur (Anas penelope) - Canard souchet (Anas clypeata)Rare/Accidentel - Cygne chanteur (Cygnus cygnus) - Cygne siffleur (Cygnus columbianus)Rare/Accidentel - Cygne tuberculé (Cygnus olor)Rare/Accidentel - Eider à duvet (Somateria mollissima) - Eider à tête grise (Somateria spectabilis)Rare/Accidentel - Eider de Steller (Polysticta stelleri)Rare/Accidentel - Érismature rousse (Oxyura jamaicensis)Rare/Accidentel - Fuligule à bec cerclé (Aythya collaris)Rare/Accidentel - Fuligule à dos blanc (Aythya valisineria)Rare/Accidentel - Fuligule à tête noire (Aythya affinis)Rare/Accidentel - Fuligule à tête rouge (Aythya americana)Rare/Accidentel - Fuligule milouin (Aythya ferina)Rare/Accidentel - Fuligule milouinan (Aythya marila) - Fuligule morillon (Aythya fuligula) - Garrot à œil d'or (Bucephala clangula)Rare/Accidentel - Garrot albéole (Bucephala albeola)Rare/Accidentel - Garrot d'Islande (Bucephala islandica) - Harelde boréale (Clangula hyemalis) - Harle bièvre (Mergus merganser) - Harle couronné (Lophodytes cucullatus)Rare/Accidentel - Harle huppé (Mergus serrator) - Harle piette (Mergellus albellus)Rare/Accidentel - Macreuse à front blanc (Melanitta perspicillata)Rare/Accidentel - Macreuse brune (Melanitta fusca)Rare/Accidentel - Macreuse noire (Melanitta nigra) - Oie à bec court (Anser brachyrhynchus) - Oie cendrée (Anser anser) - Oie des moissons (Anser fabalis)Rare/Accidentel - Oie des neiges (Chen caerulescens)Rare/Accidentel - Oie rieuse (Anser albifrons) - Sarcelle à ailes bleues (Anas discors) Rare/Accidentel - Sarcelle à ailes vertes (Anas carolinensis) Rare/Accidentel - Sarcelle d'été (Anas querquedula) Rare/Accidentel - Sarcelle d'hiver (Anas crecca) - Tadorne casarca (Tadorna ferruginea)Rare/Accidentel - Tadorne de Belon (Tadorna tadorna)Rare/Accidentel |

| Falconiformes |
| Falconidae |
| --- |
| - Faucon crécerelle (Falco tinnunculus)Rare/Accidentel - Faucon émerillon (Falco columbarius) - Faucon gerfaut (Falco rusticolus) - Faucon hobereau (Falco subbuteo)Rare/Accidentel - Faucon kobez (Falco vespertinus)Rare/Accidentel - Faucon pèlerin (Falco peregrinus)Rare/Accidentel |

| Gruiformes |
| Rallidae |
| --- |
| - Foulque d'Amérique (Fulica americana)Rare/Accidentel - Foulque macroule (Fulica atra)Rare/Accidentel - Gallinule poule d'eau ou poule d'eau (Gallinula chloropus)Rare/Accidentel - Marouette ponctuée (Porzana porzana)Rare/Accidentel - Râle d'eau (Rallus aquaticus)Rare/Accidentel - Râle des genêts (Crex crex)Rare/Accidentel - Talève violacée (Porphyrio martinicus)Rare/Accidentel |
| Gruidae |
| - Grue cendrée (Grus grus)Rare/Accidentel |

| Charadriiformes                                        |
| Burhinidae                                             |
| ------------------------------------------------------ |
| - Œdicnème criard (Burhinus oedicnemus)Rare/Accidentel |
| Haematopodidae                                         |
| - Huîtrier pie (Haematopus ostralegus)                 |